# Yes we can can
Yes We Can Can of Yes We Can is een nummer geschreven door Allen Toussaint. Het lied is geschreven in de (nog) hoopvolle tijd van de jaren zeventig ("Make This Land a Better Land"). Yes We Can verscheen voor het eerst in een uitvoering van Lee Dorsey op zijn album Yes We Can. Verreweg de populairste uitvoering was die van The Pointer Sisters uit 1973.

## The Pointer Sisters
Yes We Can Can was de derde single van de Pointer Sister maar de eerste die de internationale hitparades wist te halen. Het haalde in 1973 de elfde plaats in de Amerikaanse Billboard Hot 100 en de twaalfde in de afgeleide soullijst. De eerste zangstem was van Anita Pointer terwijl de andere zusters Ruth, Bonnie en June Pointer de achtergrondzang verzorgden. In Nederland braken de Pointer Sisters pas bijna één jaar later door. In 1973 hadden ze wel een aanloop in de tipparade, maar pas in het voorjaar van 1974 verscheen het plaatje in de hitparade, waarbij het succes aanmerkelijk minder was dan aan de andere kant van de Atlantische Oceaan. In Nederland moesten ze vervolgens vijf jaar wachten op de volgende hit. Yes We Can Can haalde de Belgische hitparade niet. Ook in het Verenigd Koninkrijk scoorde het geen notering, ook daar verscheen pas in 1979 hun eerste single in de hitparade. In andere landen zoals Frankrijk en Australië werd het een bescheiden hitje.

## Hitnotering

### Nederlandse Top 40
| Hitnotering: week 9 t/m 12 | Hitnotering: week 9 t/m 12 | Hitnotering: week 9 t/m 12 | Hitnotering: week 9 t/m 12 | Hitnotering: week 9 t/m 12 | Hitnotering: week 9 t/m 12 |
| Week:                      | 1                          | 2                          | 3                          | 4                          |                            |
| -------------------------- | -------------------------- | -------------------------- | -------------------------- | -------------------------- | -------------------------- |
| Positie:                   | 35                         | 25                         | 27                         | 37                         | uit                        |

### NederlandseDaverende 30
| Hitnotering: 9-3-1974 t/m 22-3-1974 | Hitnotering: 9-3-1974 t/m 22-3-1974 | Hitnotering: 9-3-1974 t/m 22-3-1974 | Hitnotering: 9-3-1974 t/m 22-3-1974 |
| Week:                               | 1                                   | 2                                   |                                     |
| ----------------------------------- | ----------------------------------- | ----------------------------------- | ----------------------------------- |
| Positie:                            | 25                                  | 25                                  | uit                                 |